# Conseil européen des 18 et 19 octobre 2007
Le Conseil européen des 18 et 19 octobre 2007 s'est tenu à Lisbonne dans l'objectif principal de trouver un accord définitif sur un nouveau traité élaboré pour remplacer la défunte Constitution européenne. Les chefs d'Etat et de gouvernement des Vingt-Sept se sont accordés sur un texte désormais appelé le traité de Lisbonne. Le nouveau traité sera signé le 13 décembre à Lisbonne puis ratifié par tous les États membres. Il entrera en vigueur le 1er décembre 2009.
Ce traité est le résultat des travaux de la conférence intergouvernementale convoquée lors du Conseil européen des 21 et 22 juin 2007.
Le texte reprend l'essentiel des dispositions du traité constitutionnel de 2004, parmi lesquelles le nouveau mécanisme de vote, la création d'un poste de président stable du Conseil européen, l'octroi de véritables pouvoirs au porte-parole de la diplomatie européenne et l'extension du vote à la majorité qualifiée. En revanche, il ne reprend pas les symboles de l’UE, tels que le drapeau, l’hymne et la devise, qui figuraient dans le traité constitutionnel.
Plusieurs points de désaccord subsistent à la veille du Conseil européen. Un compromis est trouvé dans la nuit du 18 au 19 octobre 2007 :
- L'Italie obtient 73 sièges au Parlement européen, un de plus que proposé, soit autant que le Royaume-Uni et seulement un de moins que la France,
- La Pologne obtient que le compromis de Ioannina, concernant les règles de vote à la majorité qualifiée, soit juridiquement consacré par le traité,
- Le Royaume-Uni obtient une clause de non-participation dans le domaine de la justice et des affaires intérieures,
- Le Royaume-Uni, la Pologne et la République tchèque obtiennent une dérogation sur le caractère juridiquement contraignant de la Charte des droits fondamentaux de l'Union européenne[2].

## Sources

#### Documents de l'UE
- « Traités consolidés et Charte des droits fondamentaux (version de 2016) », sur Consilium, 29 mai 2018 (consulté le 8 juin 2021).
- « Traité de Lisbonne modifiant le traité sur l'Union européenne et le traité instituant la Communauté européenne, signé le 13 décembre 2007 », sur EUR-Lex - Journal officiel de l'Union européenne, 17 décembre 2007.

#### Autres documents et articles
- « Le traité de Lisbonne - Rapport d'information n° 188 (2007-2008) de M. Jean-François Poncet, fait au nom de la Commission des affaires étrangères, déposé le 30 janvier 2008 », sur République française - Sénat, 30 janvier 2008.
- « Le traité de Lisbonne - Rapport d'information n° 76 (2007-2008) de M. Hubert HAENEL, fait au nom de la délégation pour l'Union européenne, déposé le 8 novembre 2007 », sur République française - Sénat, 8 novembre 2007.
- « Le traité de Lisbonne », sur Touteleurope.eu, 9 juillet 2020.
- « Les Vingt-Sept se sont accordés sur un nouveau traité institutionnel », Le Monde,‎ 19 octobre 2007 (lire en ligne).
- Thomas Ferenczi et Philippe Ricard, « Les Vingt-Sept approuvent le traité de Lisbonne », Le Monde,‎ 20 octobre 2007 (lire en ligne).

## Compléments